# Маланже
Маланже (порт. Malanje), једна је од 18 покрајина у Републици Ангола. Покрајина се налази на северозападном делу земље, без излаза на Атлантски океан и граничи се са Демократском Републиком Конго.
Покрајина Маланже покрива укупну површину од 97.602 km² и има 968.135 становника (подаци из 2014. године). Највећи град и административни центар покрајине је истоимени град Маланже.